# Bilgi
Bilgi là một thị xã panchayat của quận Bagalkot thuộc bang Karnataka, Ấn Độ.

## Địa lý
Bilgi có vị trí 14°21′B 74°48′Đ / 14,35°B 74,8°Đ Nó có độ cao trung bình là 509 mét (1669 foot).

## Nhân khẩu
Theo điều tra dân số năm 2001 của Ấn Độ, Bilgi có dân số 15.464 người. Phái nam chiếm 50% tổng số dân và phái nữ chiếm 50%. Bilgi có tỷ lệ 58% biết đọc biết viết, thấp hơn tỷ lệ trung bình toàn quốc là 59,5%: tỷ lệ cho phái nam là 66%, và tỷ lệ cho phái nữ là 49%. Tại Bilgi, 16% dân số nhỏ hơn 6 tuổi.